# Hirebommanhal, Koppal
Hirebommanhal là một làng thuộc tehsil Koppal, huyện Koppal, bang Karnataka, Ấn Độ.